# مانوئل نوریگا
مانوئل آنتونیو نوریگا مورنو، (اسپانیایی: Manuel Antonio Noriega Moreno‎; زاده ۱۱ فوریهٔ ۱۹۳۴ – درگذشته ۲۹ مهٔ ۲۰۱۷)، سیاست‌مدار، افسر نظامی، قاچاقچی مواد مخدر و دیکتاتور نظامی پاناما بین سال‌های ۱۹۸۳ تا ۱۹۹۰ میلادی بود.

## تحصیلات
او تحصیل کرده دانشکده نظامی در پرو است.

## پیش از رهبری
او از حامیان کودتای موفقیت‌آمیز ژنرال عمر توریخوس علیه آرنولفو آریاس در سال ۱۹۶۸ بوده‌است. در سال ١٩٨٣ و در پی سقوط دولت و سپس مرگ مشکوک ژنرال عمر توریخوس قدرت او افزایش چشمگیری پیدا کرد.
وی پیش از رسیدن به رهبری ارشد پاناما، برای سه دهه خبرچین سابق سازمان آژانس اطلاعات مرکزی آمریکا (سیا) و سپس برای مدت طولانی ریاست سرویس اطلاعاتی این کشور را بر عهده داشت. در این دوران آمریکا از سرکوب‌های سیاسی او چشم‌پوشی می‌کرد.
در دهه ۱۹۸۰ میلادی به منظور کمک مالی به عملیات مخفیانه دولت آمریکا در حمایت از نیروهای مخالف جبهه آزادی‌بخش ملی ساندینیستا در نیکاراگوئه وارد ماجرای ایران-کنترا (ماجرای مک‌فارلین) شد.

## سرنگونی
پس از انتخابات ریاست‌جمهوری ایالات متحده آمریکا (۱۹۸۸) و انتخاب جرج ایچ دابلیو بوش رابطه او با آمریکا رو به تیرگی رفت. آمریکا او را متهم به تبدیل پاناما به شاهراه انتقال مواد مخدر از آمریکای جنوبی به کشور آمریکا کرد. او در پاسخ آمریکا را به دخالت در امور پاناما متهم کرد .
در جریان حمله ۲۰ دسامبر ۱۹۸۹ آمریکا به پاناما به دستور جرج بوش دولت مانوئل نوریگا در ۳۱ ژانویه ۱۹۹۰ فروپاشید.

## زندان
نوریگا در تازش آمریکا دستگیر و به میامی منتقل شد. دادستان‌های آمریکایی اعلام کردند، وی با قاچاق مواد مخدر، هزاران تُن کوکائین وارد آمریکا کرده‌است. در سال ۱۹۹۰ دادگاهی در آمریکا او را به جرم پول‌شویی و قاچاق مواد مخدر به ۳۰ سال زندان محکوم کرد. اما به دلیل رفتار خوب او این حکم به ۱۷ سال کاهش یافت.
در سال ۲۰۰۷ و با ۱۷ اتهام، دولت فرانسه نیز وی را به پول‌شویی متهم کرد. در آوریل سال ۲۰۱۰ نوریگا به فرانسه مسترد و در سال ۲۰۱۱ به پاناما فرستده شد تا به اتهام فساد، قتل و نقض حقوق بشر محاکمه شود. وی در پی اتهام به قتل، فساد و اختلاس به ۶۰ سال زندان محکوم شد.

## بیماری
در ۱۶ بهمن ۱۳۹۰ پلیس ملی پاناما اعلام کرد، نوریگا احتمالاً به دلیل سکته از زندان به بیمارستان منتقل شده‌است. همچنین اعلام کرد، که نوریگا از فشار خون بالا و به احتمال زیاد خونریزی مغزی رنج می‌برده است.
او در ژانویه سال ۲۰۱۷ به دلیل وضع سلامتی وخیم خود از زندان آزاد و جهت آمادگی برای عمل جراحی مغز در حبس خانگی قرار گرفت.

## درگذشت
او که از مارس ۲۰۱۷ در پی عمل جراحی مغز دچار خونریزی شده بود در ۲۹ مه ۲۰۱۷ در ۸۳ سالگی و به دنبال یک جراحی مغز درگذشت.

## جوایز
وی از برندگان جوایزی چون لژیون دونور است.